# Nathalie Emmanuel
Nathalie Joanne Emmanuel (ur. 2 marca 1989 w Southend-on-Sea) – brytyjska aktorka telewizyjna i filmowa.

## Życiorys
Ze strony matki ma pochodzenie dominickie, przodkowie jej ojca pochodzili natomiast z Saint Lucia oraz z Anglii. Kształciła się w St Hildais School w Westcliff oraz w Westcliff High School for Girls. W wieku 10 lat występowała na West Endzie w musicalu Król lew, gdzie wcielała się w postać młodej Nali.
W 2006 debiutowała w produkcji telewizyjnej. Dołączyła wówczas do obsady telenoweli Życie w Hollyoaks, gdzie otrzymała rolę Sashy Valentine, nastolatki zmagającej się z problemami z narkotykami i prostytucją. Wystąpiła w ponad 190 odcinkach tej produkcji, a także w dwóch jej spin-offach. W 2012 po raz pierwszy zagrała w filmie, pojawiając się na planie thrillera Dwadzieścia8k. W 2013 otrzymała angaż do Gry o tron, wcielając się w postać Missandei. W 2015 została członkinią głównej obsady tego serialu. W tym samym roku wystąpiła w filmach Szybcy i wściekli 7 oraz Więzień labiryntu: Próby ognia.

## Wybrana filmografia
- 2006–2010: Życie w Hollyoaks (serial TV)
- 2008: Hollyoaks Later (serial TV)
- 2011: Na sygnale (serial TV)
- 2011: Wyklęci (serial TV)
- 2012: Dwadzieścia8k
- 2013–2019: Gra o tron (serial TV)
- 2015: Szybcy i wściekli 7
- 2015: Więzień labiryntu: Próby ognia
- 2017: Szybcy i wściekli 8
- 2018: Więzień labiryntu: Lek na śmierć
- 2018: The Titan
- 2019: Ciemny kryształ: Czas buntu (serial TV)
- 2020: Cztery wesela i pogrzeb (miniserial)
- 2021: Szybcy i wściekli 9
- 2021: Armia złodziei
- 2021: Last Train to Christmas
- 2022: Zaproszenie